# Сісі (сленг)

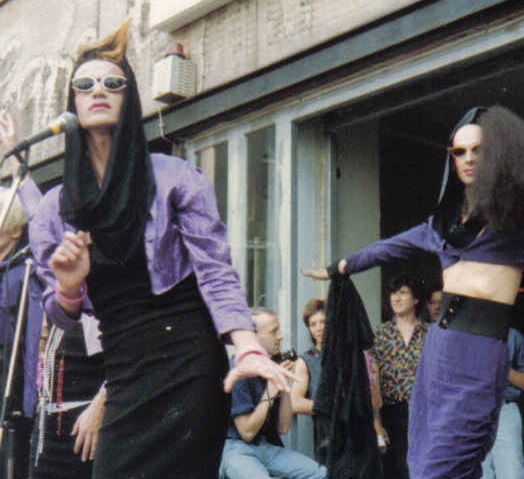
Сіссі Мелітта Сундстрем у Берліні 1987 року

Термін «Сісі», «сестричка» (Sissy походить від англ. sister «сестри»), також, сісі бой, сісі мен тощо — це принизливий термін для хлопчика чи чоловіка, який не є традиційно маскулінним, і демонструє ознаки крихкості. Як правило, сісі означає відсутність мужності, сили, атлетизму, координації, тестостерону, чоловічого лібідо та стоїчного спокою, що традиційно асоціюється з мужністю і вважається важливим для чоловічої ролі у західному суспільстві. Чоловіка також іноді називають сісі за те, що він цікавиться традиційно жіночими захопленнями чи роботою (наприклад, захоплюється модою), демонструє еффемінізовану поведінку (наприклад, використовує засоби для волосся, засоби для зволоження), не спортивний або гомосексуал.
Сісі — це зворотній образ від томбой (дівчина з чоловічими рисами чи інтересами), але має сильніші негативні відтінки. Дослідження, опубліковане у 2015 році, свідчить про те, що терміни асиметричні у своїй здатності стигматизувати: сісі майже завжди є принизливим терміном і передає більшу серйозність, тоді як томбой рідко викликає таку тривогу, але також викликає тиск відповідно до соціальних очікувань.
Сісі (або сіс) також може бути ніком у стосунках, утвореним від поняття сестра, що дається дівчатам для вказівки їх ролі в сім'ї, особливо найстаршої жінки-суродженці. Він також може бути застосований до дівчат, які не є членкинями сім'ї, як термін дружньої прихильності.

## Історія та використання

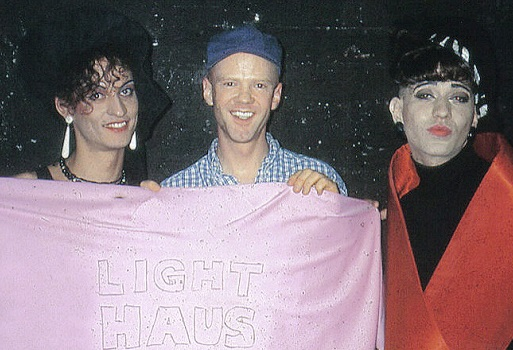
OvoMaltine (ліворуч) і BeV StroganoV (праворуч) в образі сіссі, Берлін, 1994 рік

Історично термін «сісі» серед школярів вживався як образа, що вказує на незрілість, гендер чи сексуальну девіантність. У вказівках, виданих школам у Сполученому Королівстві він був ідентифікований як «сексистський» та описаний як «настільки ж неприйнятний, як расистська та гомофобська мова». Терміни гендерний креатив, рожевий хлопчик, та Томґьорл були запропоновані як ввічливі альтернативи. Японське слово bishōnen (буквально «прекрасна молодь») та корейське слово kkonminam (буквально «хлопчик-квітка») також є ввічливими термінами для чоловіка чи хлопчика з ніжними чи жіночими ознаками.
До кінця 1980-х років, деякі люди почали привласнювати термін Сісі для себе. Варіація правопису cissy використовувалася у британській англійській мові, принаймні, до середини 1970-х років. У Сполучених Штатах телесеріал Comedy Central «Південний парк» змінив сенс в епізоді 2014 року під назвою «Сісі», де прозвучали суперечки щодо використання трансгендерними учнями шкільних туалетів; в епізоді туалетна кімната, спочатку призначена для використання студентами-трансгендерами, пізніше переозначається як «the cissy bathroom» для використання студентами-трансфобами цисгендерами.